# Brigitte Ahrenholz
Brigitte Irene Ahrenholz (ur. 8 sierpnia 1952 w Poczdamie, zm. 4 marca 2018 w Werder) – niemiecka wioślarka reprezentująca NRD, złota medalistka olimpijska i mistrzyni świata.

## Kariera
Wystąpiła na igrzyskach olimpijskich w Montrealu w 1976, gdzie osada NRD w składzie: Viola Goretzki, Christiane Knetsch, Ilona Richter, Brigitte Ahrenholz, Monika Kallies, Henrietta Ebert, Helma Lehmann, Irina Müller i Marina Wilke (sternik) zdobyła złoty medal w ósemkach. W finale wyprzedziły ZSRR o 2,85 sekundy i osadę USA o 5,36 sekundy. Był to debiut tej konkurencji w programie olimpijskim, tym samym reprezentantki NRD zostały pierwszymi w historii mistrzyniami olimpijskimi w ósemkach kobiet. Był to równocześnie jej jedyny start olimpijski.
W tej samej konkurencji zdobyła również złoto na mistrzostwach świata w Nottingham (1975). 
Ponadto zwyciężyła w czwórkach podwójnych na mistrzostwach Europy w Moskwie (1973) i zajęła drugie miejsce w ósemkach na mistrzostwach Europy w Kopenhadze (1971). 
W 1976 odznaczona Orderem Zasługi dla Ojczyzny. 
Ukończyła studia medyczne i po zakończeniu kariery została chirurgiem. 4 marca 2018 wyszła z domu na spotkanie i zaginęła. Jej ciało zostało odnalezione miesiąc później w jeziorze Großer Zernsee. Policja nie stwierdziła oznak przestępstwa.